# Ulica Milašenkova (stanice monorailu v Moskvě)
Ulica Milašenkova (rusky Улица Милашенкова) je stanice na moskevském monorailu. Je nazvána podle ulice, v blízkosti které se nachází. Je přibližně 100 metrů vzdálena od stanice metra Fonvizinskaja na Ljublinsko-Dmitrovské lince.

## Charakter stanice
Stanice Ulica Milašenkova se nachází ve čtvrti Butyrskij rajon (Бутырский район) v Severovýchodním administrativním okruhu západně od křížení Ogorodného projezdu (Огородный проезд) a ulic Fonvizina (Улица Фонвизина) a Milašenkova (Улица Милашенкова).
Stanice má jeden vestibul na východní straně nástupiště, který je spojen s nástupištěm dvěma eskalátory. Na západní straně stanice jsou samostatné vstupy do bezbariérového výtahu a požárního schodiště. Nástupiště (nejdelším nástupištěm na celé lince monorailu - 75 metrů) je chráněno před srážkami lehkou střechou, která je podepřena šesti páry sloupů podél osy stanice.